# DeltaWing

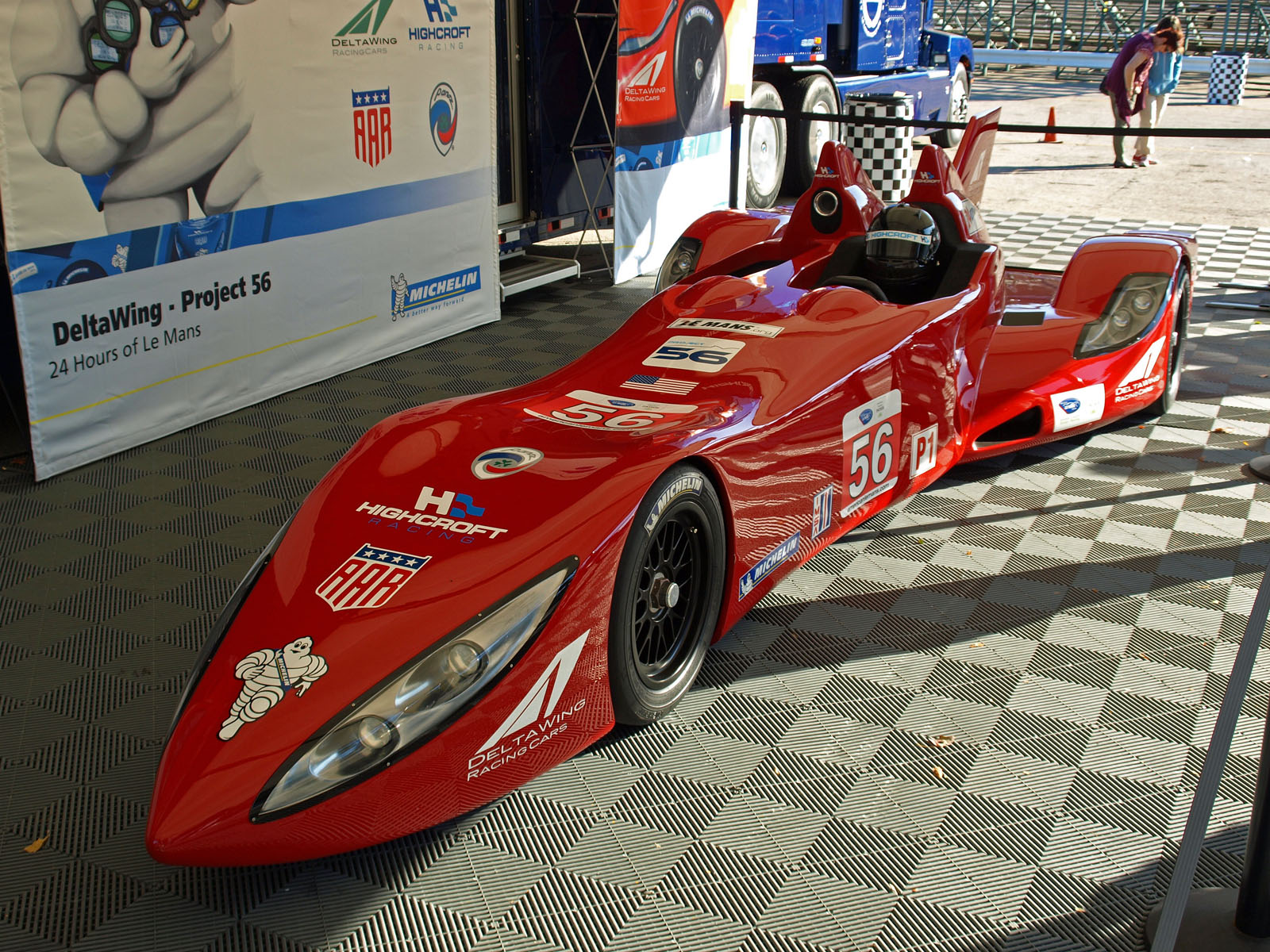
Der DeltaWing beim Petit Le Mans 2011

Der DeltaWing ist ein von Ben Bowlby entworfener Rennwagen, der seinen ersten Einsatz beim 24-Stunden-Rennen von Le Mans 2012 hatte. Beteiligt an der Entwicklung, des ursprünglich als Project 56 bezeichneten Fahrzeugs, waren Ben Bowlbys DeltaWing Racing Cars als Designer, Dan Gurneys All American Racers als Konstrukteur, Duncan Daytons Highcroft Racing als Rennteam und International-Motor-Sports-Association-Eigner Don Panoz als Berater. Nissans Motorsportabteilung NISMO hat die Entwicklung unterstützt.
Der DeltaWing ist fester Bestandteil des Starterfelds der ALMS 2013.

## Entwicklung
Das Projekt begann im Januar 2009 mit dem Ziel, ein neues Fahrzeug für die IndyCar Series 2012 zu entwerfen. Mit der finanziellen Unterstützung von Chip Ganassi, dem Besitzer von Chip Ganassi Racing, konnte Ben Bowlby einen Prototyp entwickeln, der im Februar 2010 auf der Chicago Auto Show enthüllt wurde. Statt dieses Wagens entschied sich IndyCar im Juli 2010 jedoch für ein Projekt von Dallara.
Daraufhin tat Bowlby sich mit Don Panoz zusammen, um die Idee dem Automobile Club de l’Ouest vorzustellen, dem Organisator der 24 Stunden von Le Mans. Es gelang dem Team, eine Einladung für das Rennen 2012 zu bekommen.
Trotz Skepsis gegenüber dem Projekt hatte der DeltaWing sein on-Track-Debüt am 1. März 2012 mit dem Abschluss eines Shakedown im Buttonwillow Raceway Park.
Der DeltaWing startete beim Petit Le Mans 2012. Panoz erklärte, er hoffe, dass das Auto unter den LMP1- und LMP2-Vorschriften der American Le Mans Series im Jahr 2013 fahren könnte, oder dass es den ORECA FLM09 in der LMPC-Klasse ersetzen könnte.

## Technisches
Der DeltaWing wurde entwickelt um die Aerodynamik des Fahrzeuges erheblich zu verbessern und damit die Geschwindigkeit auf den Geraden und in den Kurven zu verbessern, im Vergleich zu den Dallara IndyCars auf Oval- und Straßenkursen, allerdings mit dem halben Fahrzeuggewicht, einer geringeren Motorleistung und einem verringerten Verbrauch.
Wie der Name andeutet, hat es eine Deltaflügel-Form, mit einer ungewöhnlich engen Spur vorne (0,60 m) und eine eher traditionelle hintere Spur (1,70 m). An dem Fahrzeug fehlen jegliche vorderen oder hinteren Flügel, der Abtrieb wird aus dem Unterboden erzeugt. Angetrieben wird es durch einen Vierzylinder-Turbomotor mit Direkteinspritzung (1.600 cm³, 300 PS) des japanischen Herstellers Nissan. Der Motor liefert ein konstantes Drehmoment von 310 Nm bei 4000 bis 6750 Umdrehungen pro Minute. Das Gaspedal wird per Drive-by-Wire angesteuert.
Das Fahrzeug für das Rennen in Le Mans hat einen 40 Liter Kraftstofftank, maßgeschneiderte BBS Räder und Michelin Reifen, ein Leergewicht von 475 kg und einen Luftwiderstandsbeiwert von 0,24.
Die Bremsanlage wiegt 13,2 kg, etwa die Hälfte des normalen Gewichts für einen Rennwagen. Ebenfalls einzigartig im Vergleich zu anderen Rennwagen ist, dass 72,5 Prozent der Masse und 76 Prozent des Abtriebes an der Hinterachse anliegt. Es hat einen beweglichen Gurney Flap, der in der Regel nicht zulässig ist, aber an experimentelle Fahrzeugen eingesetzt werden kann.
Das radikale Design des DeltaWing soll führende Technologie-Unternehmen für den Motorsport zurückgewinnen, um neue Ideen zu untersuchen, um die Kraftstoffeffizienz zu verbessern und damit die Aufmerksamkeit der Öffentlichkeit für den Sport zu gewinnen.

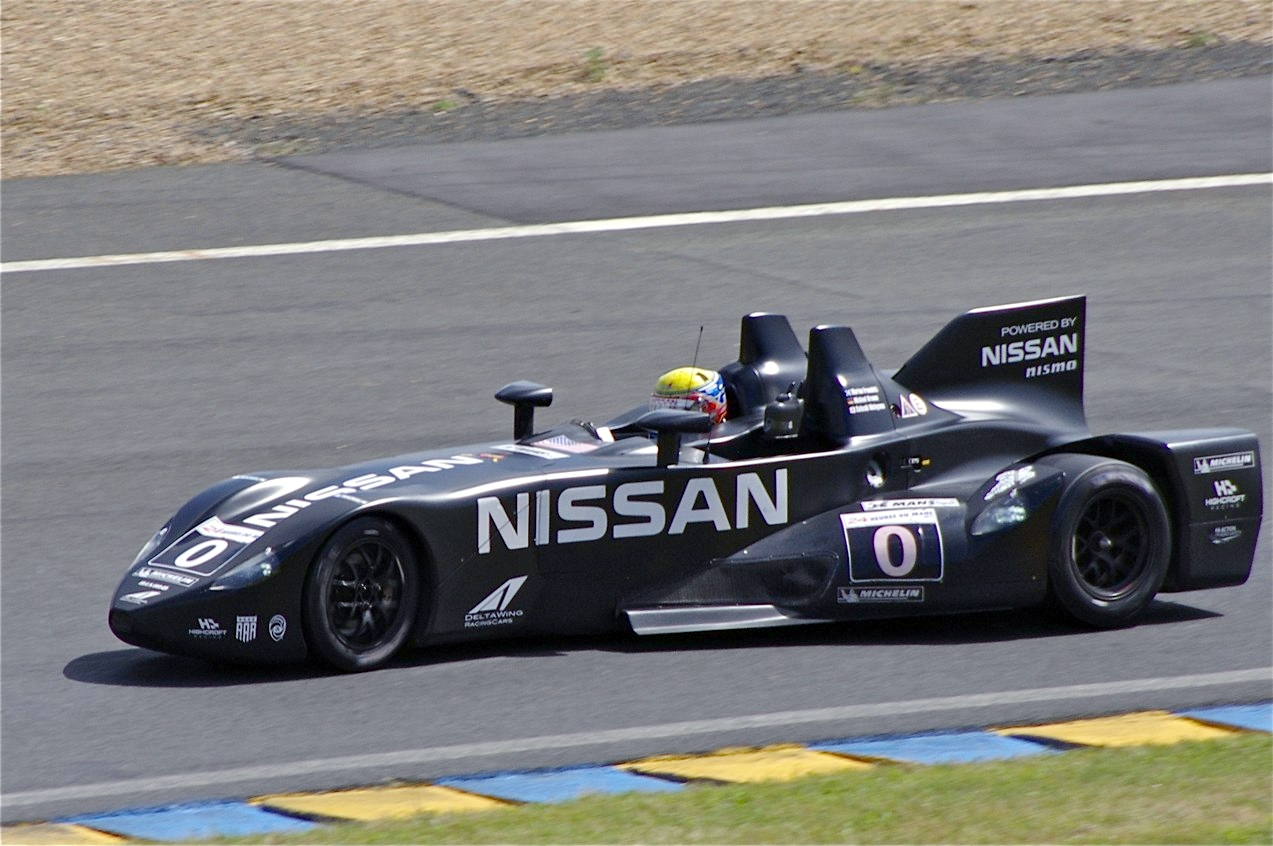
Nissan Deltawing Highcroft Racing in Le Mans 2012

## Le Mans 2012
Im Juni 2011 wurde bekannt gegeben, dass das Fahrzeug die Garage Nr. 56 bei den 24 Stunden von Le Mans bekommt. Diese ist reserviert für experimentelle Fahrzeuge. Wie alle Le-Mans-Autos ist der DeltaWing ein Zweisitzer. Das Fahrerteam bestand aus Marino Franchitti, Michael Krumm und Satoshi Motoyama. Es qualifizierte sich mit einer Zeit von 3:42,612 Minuten, das war 18,825 Sekunden hinter der Pole-Position. Das Auto schied nach einem Unfall in den Porsche-Kurven mit dem Toyota Hybrid-TS030, gefahren von Kazuki Nakajima, aus. In der besten Rennrunde wurde eine Zeit von 3:45,737 Minuten erzielt.

## Petit Le Mans 2012
Der DeltaWing startete am 23. Oktober 2012 bei den Petit LeMans auf der Road-Atlanta-Rennstrecke in Braselton. Als Fahrer wurden Lucas Ordoñez und Gunnar Jeannette eingesetzt. Trotz einer Qualifikationszeit innerhalb der Top 10 musste das Fahrzeug am Ende des Feldes starten, da es außer Konkurrenz eingesetzt wurde. Auf Grund des konstruktionsbedingten geringen Reifenverbrauchs konnte sich das Fahrzeug durch das Feld nach vorn arbeiten und beendete das Rennen auf dem 5. Platz in der LMP2-Kategorie.